# Хижачка (фільм)
Хижачка (англ. Rogue) — американський бойовик режисера М. Дж. Бассетта, який написав сценарій зі своєю дочкою Ізабеллою. У фільмі Меган Фокс грає найманку, команда якої потрапляє в пастку в Африці під час місії та де на них полює лев. Фільм вийшов у прокат 28 серпня 2020 року.

## У ролях
- Меган Фокс — Саманта О'Хара
- Філіп Вінчестер — Джої Касінський
- Грег Крік — Майк Бараса
- Джессіка Саттон — Асіла Вілсон
- Каллі Тейлор — Хлоя
- Брендон Аурет — Іллі Декер
- Адам Дікон — Заламм
- Сісанда Хенна — Пата

## Виробництво
Бассет спочатку написав сценарій зі своєю дочкою з наміром зробити це маленьким проектом. Після того, як продюсери прочитали сценарій, вони подумали, що це може вистрілити, і надіслали сценарій агенту Меган Фокс, який прийняв пропозицію наступного дня. Зйомки фільму відбувалися взимку 2019 року у Великій Британії та Південній Африці.

## Реліз
Фільм вийшов у прокат 28 серпня 2020 року, а потім на Blu-ray та DVD 1 вересня. Трейлер фільму вийшов 20 липня 2020 року.